# Den Fremmede
Den Fremmede è un film del 1914, diretto da Vilhelm Glückstadt.

## Trama
Un vecchio dalla lunga barba cammina appogiato al suo bastone per una stradina di campagna.
Poul Wang trascorre, con alcuni colleghi, una serata di gozzoviglia in un locale notturno: lo champagne scorre, donnine non ne mancano, e al termine Poul non ha soldi per pagare il salatissimo conto. Nel locale compare il vecchio barbuto, e gli dice "I tempi cambiano, ma di sciocchi ce ne saranno sempre", e scompare.
Poul finisce per ricorrere ad un usuraio, ed impegna i mobili. Pagato il conto, rimane comunque senza denaro. L'usuraio insiste, la scadenza si avvicina, e Paul non sa come cavarsi d'impaccio. Una sera entra in ufficio, dopo l'orario di chiusura, con l'intenzione di rubare: ha già aperto la cassaforte, poi si pente, e ripone il denaro. A sua insaputa il direttore Dahl era presente in ufficio, e aveva visto tutto, senza tuttavia intervenire.
Un giorno, in ufficio, come a volte capitava, a Poul viene data in custodia, chiusa in una busta, una grossa somma, che egli porta a casa e ripone in un cassetto. La moglie di Paul si inquieta moltissimo per il fatto: teme che qualche ladro possa penetrare in casa per impadronirsi della busta. La sera stessa il Dahl chiama Poul in ufficio per rivedere alcuni conti: Poul ne approfitta per chiedere un prestito al direttore. Dahl rifiuta, affermando che ciò va contro i propri principi, ma si interessa sulla maniera in cui il suo dipendente si possa essere indebitato.
Qualche tempo dopo Dahl, solo nel suo ufficio, ritorna con la mente alla propria gioventù, quando anche lui aveva sottratto del denaro dal proprio posto di lavoro, ed era stato scoperto e licenziato.
L'usuraio aveva ormai concesso alcune proroghe, e ora giungeva l'ultimatum: se non avesse ricevuto la somma dovuta entro la mattina del giorno dopo, avrebbe requisito i mobili di Poul. Allora Poul tenta la sua ultima carta, e telefona alla moglie dicendo che sarebbe rientrato tardi. La donna si allarma, e si corica tenendo vicino a sé il revolver. Poul penetra silenziosamente a casa, e, volendo inscenare un furto, si mette a rovistare nel cassetto dove era contenuta la busta col denaro. La moglie lo scambia per un ladro e gli spara.
Lo manca, per fortuna. Mentre fra marito e moglie iniziano le spiegazioni, il vecchio barbuto entra in casa loro e consegna del denaro a Poul. Gli chiedono chi mai sia, ed il vecchio risponde: "Sono uno sconosciuto", ed esce.
Lo sconosciuto, allontanatosi, si toglie la barba finta e altri trucchi. È il direttore Dahl.

## Produzione
La pellicola ha una lunghezza complessiva di 830 metri.
È il primo dei film superstiti di Vilhelm Glückstadt.
Den fremmede è stato prodotto dalla Filmfabriken Danmark, casa di produzione cinematografica di cui il regista Vilhelm Glückstadt era direttore; il film si differenzia dalle coeve realizzazioni della Nordisk Film, la maggiore impresa di produzione del tempo (ed esistente a tutt'oggi), principalmente perché dotato di lieto fine..
Gudrun Houlberg ha preso parte a circa 30 film della Filmfabriken Danmark prima di passare alla Nordisk Film.

## Distribuzione
Il film è uscito nelle sale cinematografiche danesi il 23 marzo 1914 al Victoria-Teatret di Copenaghen (ora scomparso); è stato poi distribuito in Finlandia, dove è uscito il 12 aprile 1915, con i titoli finlandese Hänen nuoruutensa salaisuus e svedese Hans ungdoms hemlighet.
Den fremmede è attualmente visionabile su YouTube con didascalie olandesi e sottotitoli spagnoli.